# NGC 6701
NGC 6701 (другие обозначения — PGC 62314, UGC 11348, MCG 10-26-50, ZWG 301.36, ZWG 302.2, IRAS18425+6036) — спиральная галактика с перемычкой (SBa) в созвездии Дракон.
Этот объект входит в число перечисленных в оригинальной редакции «Нового общего каталога».